# Corbul
„Corbul” (original în limba engleză The Raven) este un poem narativ al scriitorului american Edgar Allan Poe, publicat pentru prima dată în ianuarie 1845. El este adesea evidențiat datorită muzicalității versurilor, a limbajului stilizat și a atmosferei supranaturale. Poemul relatează vizita misterioasă a unui corb vorbitor în locuința unui bărbat îndoliat, asistând la căderea lentă a acestuia într-o stare de nebunie. Bărbatul, adesea identificat ca fiind un student, plânge moartea iubitei sale, Lenore. Șezând pe un bust ce o reprezintă pe zeița Pallas Atena, corbul pare să agraveze suferința naratorului prin repetarea constantă a cuvântului „Nevermore”. Poemul are o serie de influențe din folclor și antichitatea clasică.
Poe a susținut că a scris poemul logic și metodic, dorind să creeze un poem care să aibă succes atât critic, cât și la masele de oameni, precum a explicat în eseul „Filosofia creației poetice” (1846). „Corbul” a fost parțial inspirat de corbul vorbitor din romanul Barnaby Rudge al lui Charles Dickens. Poe a folosit ritmul complex și măsura din poemul „Lady Geraldine's Courtship” de Elizabeth Barrett, făcând de asemenea uz de rimă internă și aliterație.
„Corbul” a apărut prima dată pe 29 ianuarie 1845 în New York Evening Mirror. Publicarea poemului l-a făcut cunoscut pe Poe în timpul vieții, dar nu i-a adus venituri substanțiale. Poemul a fost curând retipărit, parodiat și ilustrat. Opinia criticilor este împărțită în ceea ce privește valoarea sa literară, dar „Corbul” rămâne totuși unul din cele mai faimoase poeme scrise vreodată.

## Intriga
„Stînd, cîndva, la miez de noapte, istovit, furat de șoapte 

Din oracole cețoase, cărți cu tîlc tulburător, 

Piroteam, uitînd de toate, cînd deodată-aud cum bate, 

Cineva părea că bate – bate-n ușa mea ușor.

«E vreun trecător – gîndit-am – și-a bătut întîmplător.

                                    Doar atît, un trecător.»”

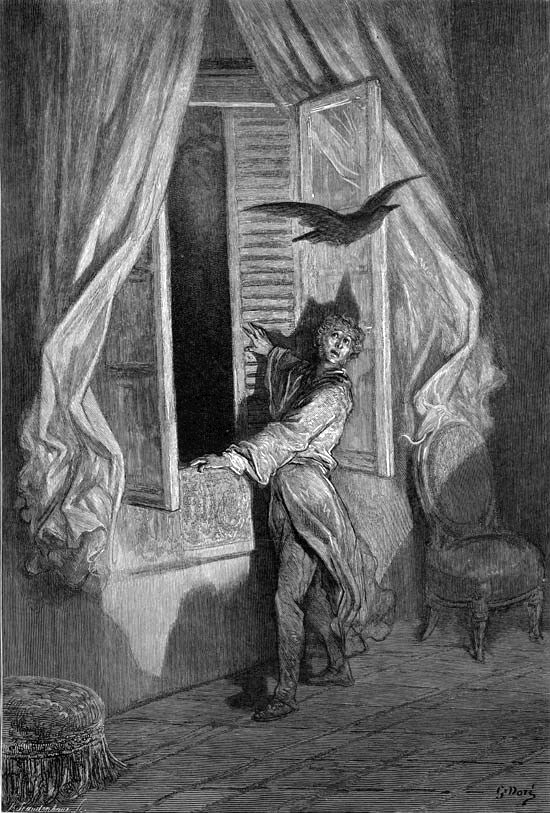
„N-a-ncercat vreo plecăciune de salut”. Ilustrație de Gustave Doré (1884).

„Corbul” prezintă un narator anonim care, într-o noapte tristă de decembrie, citește „cărți cu tâlc tulburător” ca un mijloc de a uita de pierderea iubitei sale Lenore. El aude o bătaie în ușă fără să fie nimeni acolo și simte brusc că tâmplele îi „ardeau văpaie”. Bătaia se repetă puțin mai tare, iar naratorul își dă seama că zgomotul provine de la fereastra sa. El deschide geamul pentru a cerceta sursa zgomotului și atunci un corb intră în cameră „c-un foșnet grav de-aripă”. Fără să-i acorde atenție bărbatului, corbul se așează pe un bust al zeiței Pallas Atena aflat deasupra ușii.
Amuzat de dispoziția serioasă a corbului, bărbatul îi cere păsării să-și spună numele. Singurul răspuns al corbului este „Nevermore”. Naratorul este surprins de faptul că pasărea vorbește, deși ea nu rostește decât acel cuvânt. El își spune singur că „prietenul” său corbul va zbura din viața sa ca și „mulți prieteni, mulți, ca-n zbor” sau ca speranțele pe care le-a avut odată. Ca și cum i-ar răspunde, corbul rostește din nou „Nevermore”. Naratorul ajunge la concluzia că pasărea a învățat cuvântul „Nevermore” de la un stăpân nefericit și că este singurul cuvânt pe care îl știe.
Cu toate acestea, naratorul își trage scaunul drept în fața corbului, dorind să afle mai multe despre el. El se gândește un moment în tăcere, iar mintea îi fuge din nou la pierduta sa Lenore. Începe să creadă că aerul devine mai dens și că simte prezența îngerilor și se întreabă dacă Dumnezeu îi trimite un semn că ar trebui să o uite pe Lenore. Pasărea îi răspunde din nou negativ, sugerând că el nu se poate elibera de propriile amintiri. Naratorul se înfurie, numind corbul „sol al Beznei” și „profet”. Într-un final, el întreabă corbul dacă se va întâlni cu Lenore în Rai. Când corbul îi răspunde cu același cuvânt, naratorul țipă și îi comandă să se întoarcă pe „țărmul Nopții”, dar pasărea nu se mișcă. „De-atunci, pe totdeauna, Corbul stă, și stă într-una” pe bustul zeiței Pallas Atena, rămânând acolo pentru totdeauna. Autorul mărturisește atunci că sufletul lui este prins sub umbra corbului și că nu se mai ridica „Niciodată – Nevermore!”.

## Scrierea poemului
Poe a profitat de succesul poemului, scriind un eseu numit „Filosofia creației poetice” (1846), în care detaliază modul în care a fost compus „Corbul”. Descrierea prezentată este probabil exagerată, cu toate că eseul oferă o vedere de ansamblu asupra teoriei literare a lui Poe. Acesta explică că fiecare componentă a poemului are o bază logică: corbul intră în cameră pentru a evita o furtună (în „miez de noapte” într-un „decembrie cu zloată”), iar așezarea sa pe un bust alb pal, avea intenția de a crea un contrast vizual în comparație cu pasărea, ce era neagră. Autorul susține că niciun aspect al poemului nu a fost întâmplător, fiind controlat total de către el. Chiar termenul „Nevermore”, susține Poe, este folosit datorită efectului creat de sunetele vocalice lungi (cu toate că este posibil să fi fost inspirat de George Gordon Byron sau Henry Wadsworth Longfellow). Poe a mai folosit sunetul produs de vocala „o” lungă și în alte poeme: „no more” în „Tăcere” sau „evermore” în „Viermele biruitor”. Subiectul în sine, a declarat Poe, a fost ales deoarece „moartea ... unei femei frumoase este fără îndoială cea mai poetică temă din lume”. Spusă de „buzele... unui îndrăgostit îndoliat” este modul mai potrivit pentru a obține efectul scontat. Pe lângă tema de esență poetică, este posibil ca Lenore să fi fost inspirată de evenimente reale din viața lui Poe precum pierderea timpurie a mamei sale, Eliza Poe, sau lunga boală suportată de soția lui, Virginia. În esență, Poe consideră „Corbul” un experiment de a „mulțumi atât gustul mulțimii, cât și al criticilor”, fiind accesibil atât masei, cât și înaltelor cercuri literare. Nu este cunoscută durata de lucru a poetului la „Corbul”, existând unele teorii ce susțin că acest lucru a durat o singură zi, în timp ce alte teorii susțin că scrierea poemului a durat zece ani. Poe a recitat un poem ce se crede că a fost o versiune de început a „Corbul”-ui în 1843 în Saratoga, New York. Este posibil ca o variantă timpurie să fi conținut o bufniță.

## Istoricul publicării
Poe i-a arătat pentru prima dată poemul prietenului și fost angajator, George Rex Graham de la Graham's Magazine, în Philadelphia. Graham a refuzat creația, care e posibil să nu fi fost în varianta finală, cu toate că i-a dat 15 dolari lui Poe din milă. Poe a încercat apoi să vândă „Corbul” publicației The American Review, primind 9 dolari. Aceasta a publicat-o în ediția sa din februarie 1845, sub pseudonimul „Quarles”, o aluzie la poetul englez Francis Quarles. fără a face cunoscut numele autorului. Prima dată când numele lui Poe a fost publicat alături de poezie a avut loc la 29 ianuarie 1845 în Evening Mirror. Nathaniel Parker Willis, editor la Evening Mirror, a descris poemul în introducere ca fiind „neîntrecut în poezia engleză datorită conceperii delicate, ingenuității de maestru în versificație, precum și consistenței, menținute de elevarea imaginativă... Va rămâne în mintea tuturor celor care îl vor citi”. În urma acestei publicări, poemul a apărut în mai multe ziare de-a lungul Statelor Unite, inclusiv New York Tribune (4 februarie 1845), Broadway Journal (nr. 1, 8 februarie 1845), Southern Literary Messenger (vol. 11, martie 1845), Literary Emporium (vol. 2, decembrie 1845), Saturday Courier (nr. 16, 25 iulie 1846) și Richmond Examiner (25 septembrie 1849). A apărut și în numeroase antologii, începând cu Poets and Poetry of America, realizată de Rufus Wilmot Griswold in 1847.
Succesul imediat al „Corbul”-ui i-a făcut pe cei de la editura G. P. Putnam's Sons să publice o colecție cu proza lui Poe, intitulată Tales (Povestiri) în iunie 1845; aceasta a fost prima lui carte publicată în ultimii cinci ani. Au publicat și o colecție de poezii intitulată The Raven and Other Poems (Corbul și alte poeme) pe 19 noiembrie 1845. Micul volum, primul de acest fel din ultimii 14 ani ai lui Poe, avea 100 de pagini și era distribuit pentru 31 de cenți. Pe lângă acest poem, au mai fost incluse și altele precum: „Viermele biruitor”, „Ulalume”, „Palatul bântuit”, plus alte 13 poezii. În prefață, Poe le-a numit „fleacuri”, care au fost modificate fără permisiunea sa.

### Ilustratori

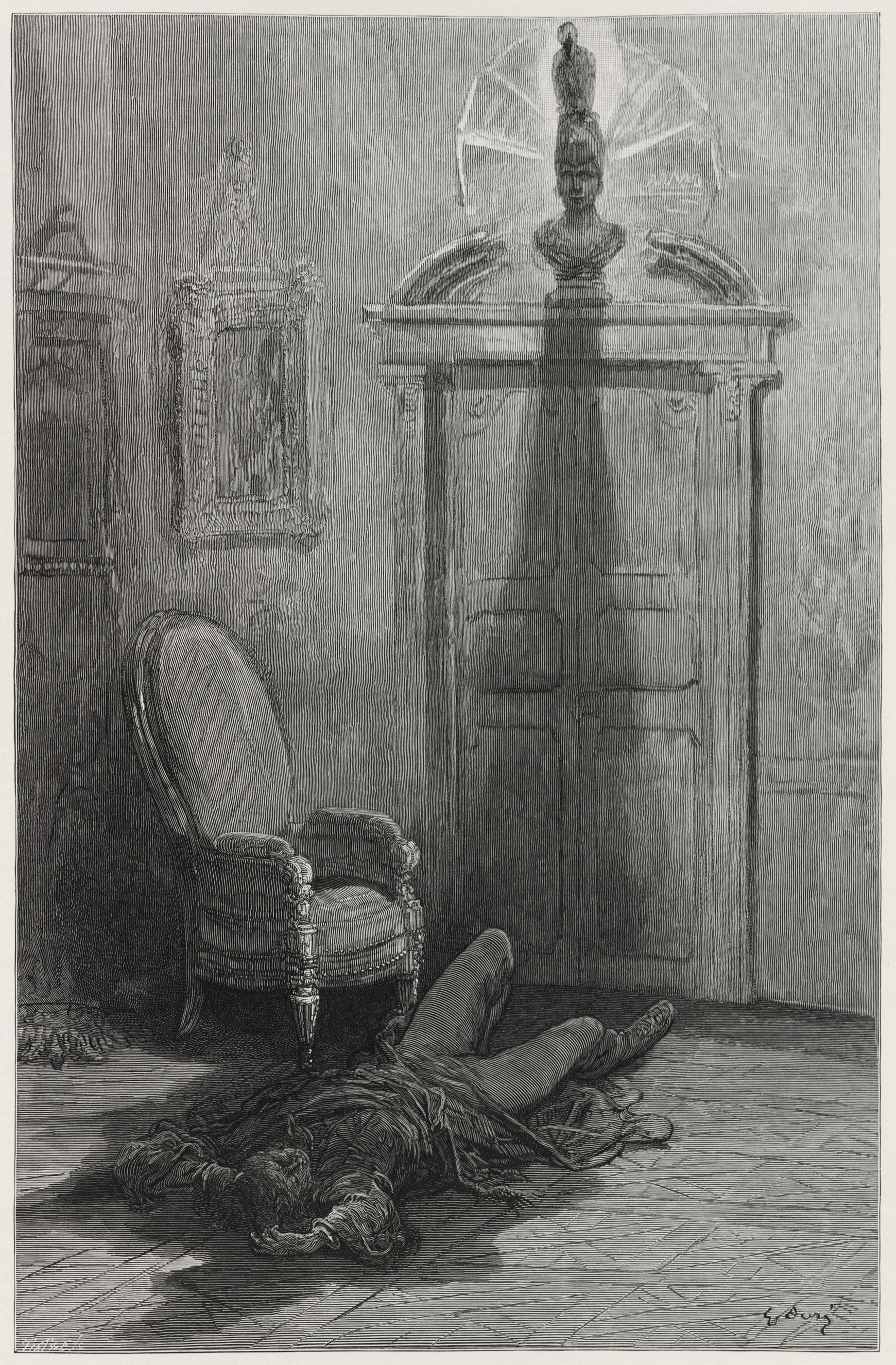
„Știu, eu n-am să scap din umbra-i nemișcată pe covor.” Ilustrație de Dore.

Publicările ulterioare ale poemului au inclus desene realizate de ilustratori bine cunoscuți. „Corbul” a apărut în anul 1858 într-o antologie britanică dedicată lui Poe, cu ilustrații de John Tenniel, cunoscut pentru realizarea ilustrațiilor din Alice în Țara Minunilor (The Poetical Works of Edgar Allan Poe: With Original Memoir, London: Sampson Low). Poemul a fost publicat independent, cu xilogravură de Gustave Doré în 1884 (New York: Harper & Brothers). Doré a murit înainte de publicare. În 1875, o ediție franceză, cu text în limbile franceză și engleză, a fost publicată cu litografie de Édouard Manet, fiind tradusă de poetul simbolist Stéphane Mallarmé.
Mai mulți artiști ai secolului al XX-lea și al secolului al XXI-lea au creat ilustrații bazate pe poem, inclusiv Edmund Dulac, István Orosz și Ryan Price.

## Analiză
Poe a scris poemul ca o povestire, fără să creeze o alegorie sau să cadă în didacticism. Tema principală este cea a devotamentului veșnic. Naratorul este prins între dorința de a uita și cea de a-și aminti, părând că simte plăcere să se concentreze pe pierderea suferită. Naratorul presupune că „Nevermore” e singurul cuvânt pe care îl cunoaște, „de-altele-i neștiutor”, dar continuă să-i pună întrebări, cu toate că știe răspunsul. Întrebările sunt puse atunci, cu scopul anumit de a incita sentimentul de pierdere și de a se subaprecia. Poe nu lămurește dacă pasărea chiar știe ce spune sau intenția a fost de a cauza o reacție în naratorul poemului. Naratorul este prezentat la început ca fiind slăbit și obosit, devenind pe parcurs plin de regrete, înainte de a trece la o stare de furie și în final la una de nebunie. Christopher F. S. Maligec sugerează că poemul este un paraklausithyron elegiac, un motiv poetic din Grecia și Roma Antică, ce consistă în lamentarea unui exclus la ușile închise ale iubitei.

### Influențe

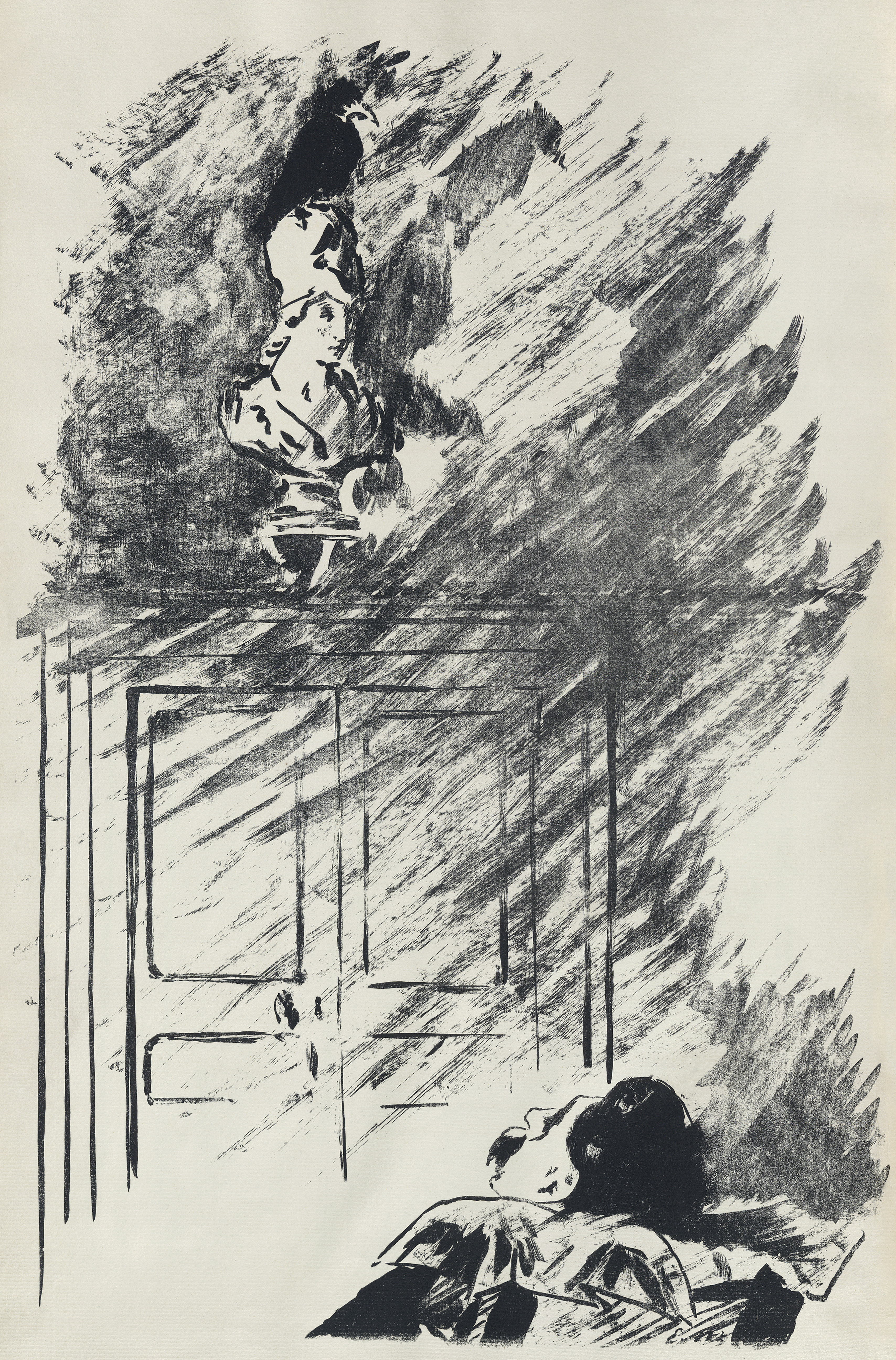
„Sus, pe bust, se-opri din zbor”. Așezarea corbului pe bustul zeiței Pallas Atena, un simbol al înțelepciunii, are ca scop prezentarea naratorului ca elev. Ilustrație de Édouard Manet pentru traducerea lui Stéphane Mallarmé', Le Corbeau (1875).

Poe spune că naratorul este un tânăr student. Cu toate că acest lucru nu este specificat în poem, este menționat în Filosofia creației poetice, fiind și sugerat prin faptul că bărbatul citește „cărți cu tîlc tulburător”, precum și de bustul lui Pallas Atena, zeița înțelepciunii.
Similar studiilor sugerate în nuvela Ligeia a lui Poe, aceste tâlcuri ar putea avea ca temă ocultul sau magia neagră. Acest lucru este accentuat de alegerea autorului de a plasa acțiunea în luna decembrie, asociată prin tradiție cu forțele întunericului. Folosirea corbului - „pasăre a răului” - de asemenea pare să sugereze acest lucru. Această imagine a răului asociată corbului este subliniată de credința naratorului că acesta are un „nume dat de-al Iadului sobor” sau că este un mesager din lumea de dincolo, o referire la zeul roman al lumii subterane, Pluton (Hades în mitologia greacă). Poe a ales corbul ca simbol central în poveste deoarece dorea o creatură incapabilă să gândească, dar capabilă să vorbească. S-a decis asupra corbului, pe care l-a considerat „egal capabil să vorbească” cu un papagal, pentru a se potrivi tonului poeziei. Poe a declarat că acesta are menirea să simbolizeze „amintirea veșnică și îndoliată”. A fost de asemenea inspirat de Grip, corbul din Barnaby Rudge de Charles Dickens. O scenă din roman seamănă în special cu poemul: la sfârșitul celui de-al cincilea capitol din romanul lui Dickens, Grip face un zgomot, iar cineva spune, „What was that — him tapping at the door?” (în română „Ce a fost acesta — el bătând la ușă”), răspunsul fiind „ 'Tis someone knocking softly at the shutter” (în română „Este cineva bătând ușor la oblon”) Corbul lui Dickens putea rosti mai multe cuvinte, având și alte capacități precum scoaterea capacului de la o sticlă de șampanie, dar Poe accentuează calitățile dramatice ale păsării. Poe a scris o recenzie pentru Barnaby Rudge în revista Graham's Magazine, fiind de părere, printre altele, că pasărea ar fi trebuit să aibă un rol mai simbolic, profetic. Similaritățile nu au trecut neobservate: James Russell Lowell a scris în A Fable for Critics că: „Iată-l pe Poe cu al său corb, precum Barnaby Rudge / Trei cincimi geniu și două născocire.”
O posibilă sursă de inspirație pentru corb ar putea veni din mitologie și din folclor. În mitologia nordică, Odin deține doi corbi numiți Huginn și Muninn, reprezentând gândirea și memoria. Corbul și-a câștigat reputația de pasăre a oamenilor bolnavi în Geneza. Potrivit folclorului evreiesc, Noe a trimis un corb alb pentru a verifica starea vremii, în timp ce se afla pe arcă. Pasărea află că apele se retrag, dar deoarece nu se întoarce imediat cu veștile, este pedepsit să mănânce stârvuri toată viața, fiindu-i transformate penele în negru. În Metaformozele lui Ovidiu, un corb este de asemenea transformat din alb în negru de zeul Apollo, deoarece i-a transmis un mesaj despre infidelitatea unei iubite. Rolul corbului ca mesager în poemul lui Poe poate fi așadar inspirat din aceste povestiri.
Poe menționează regiunea Galaad din Biblie și un balsam, o referire la Cartea lui Ieremia (8:22) din Biblie: „Au doară nu mai este balsam în Galaad? Au doară nu mai este acolo doctor? De ce dar nu se vindecă fiica poporului Meu?”. În acel context, balsamul din Galaad este o rășinoasă folosită cu scopuri medicale (sugerând, probabil, că naratorul trebuie vindecat după pierderea lui Lenore). Face de asemenea o referire la Eden, cu toate că Poe folosește numele pentru a întreba dacă Lenore a fost acceptată în Rai. Într-un alt moment, naratorul își imaginează că serafimii (un tip de îngeri) au intrat în cameră. Acesta își imaginează că serafimii încearcă să-i ia amintirile cu Lenore, folosindu-se de „licoarea de uitare”, un drog menționat în Odiseea lui Homer pentru a induce uitarea.

### Structură
Poemul este structurat în 18 strofe de câte șase versuri. În general, piciorul metric este trohaic, fiind octometru - opt versuri trohaice, fiecare având o silabă accentuată urmată de una neaccentuată. Primul vers, spre exmplu (unde / reprezintă silaba accentuată și x reprezentând silaba neaccentuată):
| Accent | /    | x  | /  | x | /   | x     | /     | x  | /     | x | /   | x     | /    | x   | /    | x |
| Silabă | Once | up | on | a | mid | night | drear | y, | while | I | pon | dered | weak | and | wear | y |

| Accent | /     | x     | /  | x  | /    | x  | /    | x  | /   | x   | /   | x   | /   | x  | /     | x  |
| Silabă | Stând | când- | va | la | miez | de | noap | te | is- | to- | vit | fu- | rat | de | șoap- | te |

Poe a declarat, totuși, că poemul a fost o combinație între octametru acatalectic, heptametru catalectic și tetrametru catalectic. Rima este ABCBBB sau AA,B,CC,CB,B,B când este rimă interioară în varianta originală și ABCBBB în limba română. În fiecare strofă, versurile B rimează cu „nevermore” și sunt catalectice, accentuând silaba finală. Poemul conține de asemenea multe exemple de aliterație („Doubting, dreaming dreams...”). Poetul american Daniel Hoffman a sugerat că structura poemului și metrul sunt atât de convenționale încât par artificiale, cu toate că datorită calității superioare a operei, acest lucru poate fi trecut cu vederea.
Poe și-a bazat structura „Corbul”-ui pe ritmul și rima complicată a poemului „Lady Geraldine's Courtship” a poetei engleze Elizabeth Barrett Browning. Poe făcuse recenzia operelor lui Barrett în ianuarie 1845 pentru Broadway Journal, spunând că „inspirația ei poetică este mai mult decât putem concepe noi - cu nimic mai puțin decât impresionant. Simțul ei artistic este însuși pur”. Tipic pentru Poe, în recenzia sa i-a criticat lipsa de originalitate și ceea ce el considera ca fiind natura repetitivă a unor poezii. Despre „Lady Geraldine's Courtship” a scris că „niciodată nu am citit un poem care combină atât de mult din cea mai aprigă pasiune cu atât de mult din cea mai delicată imaginație.”

## Recepție critică și impact
În parte datorită publicării duale, „Corbul” l-a transformat aproape imediat pe Edgar Allan Poe într-un nume familiar, făcându-l să devină o celebritate națională. Cititorii au început să identifice poemul cu poetul, poreclindu-l pe Poe, „Corbul”. La scurt timp, poemul a fost retipărit, parodiat și ilustrat. Cu toate că l-a făcut cunoscut pe Poe, poemul nu i-a adus acestuia un câștig financiar semnificativ. Poetul avea să se lamenteze el-însuși: „Nu am niciun ban. Sunt la fel de sărac acum precum am fost toată viața - cu excepția speranței, care nu poate fi acceptată de bănci”.
Ziarul New World titra: „Toată lumea citește poemul și-l laudă... just, credem noi, pentru că ne pare plin de originalitate și putere.” The Pennsylvania Inquirer l-a retipărit cu titlul „Un poem frumos”. Elizabeth Barrett i-a scris lui Poe: „«Corbul» dumitale a produs o senzație, o groază temporară, aici în Anglia. Unii dintre prietenii mei sunt cuprinși de frică, iar alții de muzicalitate. Am auzit de persoane bântuite de «Nevermore»”. Datorită popularității, Poe a fost invitat să recite „Corbul” în cadrul adunărilor sociale publice și private. Într-un salon de lectură, un invitat a spus: „a-l auzi [pe Poe] rostind Corbul... este un eveniment unic”. Unii care l-au văzut au descris astfel acel eveniment: „Făcea lumina lămpilor atât de mică încât camera era aproape întunecată, apoi, stând în mijlocul apartamentului recita... cu cele mai melodioase voci... Atât de încântătoare era puterea lui de cititor, că auditoriului îi era frică să respire ca nu cumva vraja fermecată să fie ruptă”. Au apărut parodii, în special la Boston, New York și Philadelphia, purtând nume ca „The Craven” („Fricosul”), „The Gazelle” („Gazela”), „The Whippoorwill” („Caprimulgul țipător”) și „The Turkey” („Curcanul”). O parodie, „The Pole-Cat”, a atras atenția avocatului Andrew Johnston, care i-a trimis-o lui Abraham Lincoln. Cu toate că Lincoln a recunoscut că a râs din toată inima, el nu citise până atunci „Corbul”. Totuși, Lincoln avea să citească originalul în cele din urmă și să-l memoreze.
„Corbul” a fost lăudat de scriitori precum William Gilmore Simms și Margaret Fuller, cu toate că a fost criticat de William Butler Yeats care l-a numit „nesincer și vulgar... execută un truc de ritm”. Transcendentalistul Ralph Waldo Emerson a scris: „Nu văd nimic în el [poem]”. Un critic de la Southern Quarterly Review a scris în iulie 1848 că poemul a fost stricat de „o extravaganță sălbatică și o pasiune dezlănțuită” și că lucruri nesemnificative precum bătutul la ușă și o perdea ce flutură ar afecta numai „un copil ce a fost speriat până la limita idioțeniei de povești groaznice cu fantome”. Un scriitor anonim, folosind pseudonimul „Outis” a sugerat în Evening Mirror că poemul a fost plagiat după un poem numit „The Bird of the Dream”, scris de un autor necunoscut. Scriitorul anonim a prezentat 18 similitudini între opere ca răspuns la acuzațiile de plagiat aduse de Poe contra lui Henry Wadsworth Longfellow. S-a vehiculat teoria că Outis era de fapt Cornelius Conway Felton, dacă nu chiar Poe însuși. După moartea lui Poe, prietenul acestuia, Thomas Holley Chivers, a declarat că poemul a fost plagiat după una din operele sale. El a susținut că poetul a fost inspirat de folosirea metrului pentru poem și al laitmotivului „nevermore”.
„Corbul” a influențat multe creații moderne precum Lolita (1955) de Vladimir Nabokov, The Jewbird (1963) și The Parrot Who Knew Papa (1976) de Ray Bradbury. Referiri asupra poemului s-au făcut adesea în cultura populară prin intermediul filmelor, televiziunii, muzicii etc.

## Traduceri în limba română
Poemul „Corbul” s-a bucurat de atenția publicului român relativ târziu după publicarea sa în SUA, în 1845. Prima traducere în limba română a fost realizată de Ioan S. Spartali:p. 801 și publicată în anul 1890, în ziarul Adevărul, anul III, 1890, nr. 648, p. 2. Poemul a fost tradus apoi de Grigore D. Pencioiu (traducerea a fost publicată în revista Românul literar din București, anul I, 1891, p. 19):p. 671 și de Iuliu Cezar Săvescu (traducerea a fost publicată în revista Liga literară din București, anul II, 1895, nr. 6).:p. 768
Prima apariție în volum a fost traducerea semnată „Șt. P.” (cel mai probabil Ștefan Petică) în lucrarea „Edgar Allan Poe, Scrisoarea furată, Ruina casei Usher, Pisica neagră, Portretul oval și alte povestiri extraordinare” apărută la Craiova în 1896. Poemul a fost tradus și de Axelrad Luca și publicat, alături de „Cei opt Orangutani” și „Moartea Roșie”, într-o broșură de 32 de pagini tipărită în 1909 de Tip. M. Kalber din București, în Biblioteca Lumen, nr. 24.
Printre cei mai cunoscuți autori care au tradus poemul lui Edgar Allan Poe se numără Ion Luca Caragiale, George Murnu, Emil Gulian, Dan Botta, Ștefan Augustin Doinaș sau Mihu Dragomir. O traducere în proză a fost efectuată de poetul simbolist Alexandru T. Stamatiad. De asemenea, poemului i-au fost dedicate studii semnate de critici și istorici literari, cum ar fi: George Călinescu, Vladimir Streinu sau Alexandru Philippide.
Pentru exemplificare, este prezentată în continuare prima strofă a poemului în câteva dintre variantele de traducere:
| Sunase miezul nopții, pierdut în cugetare, Mai răsfoiam volume, uitate și bizare, Când cineva la ușe bătu ușor, ușor. Era cam prin Decembrie, murindul foc, din umbre Fantastice pe ziduri, svârlea contururi sumbre, Iar eu cătam, zădarnic, în cărți vreun ajutor. Iuliu Cezar Slăvescu, 1895 | Odată într-un îndepărtat miez de noapte, pe când ascultam truditele șoapte ale unor tomuri vechi și uitate, ce-mi spuneau că totul e trecător, pe când piroteam aproape dormind, deodată mă îndreptai auzind o foarte înceată bătaie lovind în ușa camerei mele ușor „e vreun călător” , zisei bombănind „poate că el se trezi ciocănind în ușa camerei mele ușor e numai atât, un călător” Emil Gulian, 1938 |
| Stînd, cîndva, la miez de noapte, istovit, furat de șoapte Din oracole cețoase, cărți cu tîlc tulburător, Piroteam, uitînd de toate, cînd deodată-aud cum bate, Cineva părea că bate, bate-n ușa mea ușor. „E vreun trecător, gîndit-am și-a bătut întîmplător. Doar atît, un trecător.” Mihu Dragomir, 1963 | Într-un miez de noapte crîncen, pe cînd - ostenit și lînced Meditam peste vechi tomuri - o, uitat e tîlcul lor! Mi-a părut, ca-n vis, că bate cineva la ușă: Poate E vreun oaspe ce se-abate pe la mine-ntîmplător, Da, un oaspe care bate-n ușa mea, încetișor.” Mi-am șoptit, încrezător. Petre Solomon, 1970 |
| Într-un sumbru miez de noapte când, sleit și slab, în șoapte, Cercetam doctrine stranii strânse-n jerpelit cotor, Și picam de somn, de-odată, auzii o foarte-nceată Lovitură repetată-n ușa mea izbind ușor. E vreun călător, șoptit-am, care ciocăne ușor, Doar atât un călător Stefan Augustin Doinaș, 1974 | |

Criticul Vladimir Streinu a studiat traducerea aceluiași poem în versuri sau în proză, în limbile franceză (Baudelaire, Mallarmé,
Rollinat, Gabriel Mourey, Victor Orban etc.), română (Iuliu Cezar Săvescu, A. Luca, Ion Luca Caragiale, G. Murnu și Emil Gulian) și italiană (Frederico Olivera) și a conchis într-un studiu publicat în 1938 în Revista Fundațiilor Regale că, exceptând traducerea în proză a lui Stéphane Mallarmé, traducerea realizată de Emil Gulian este cea mai reușită.:p. 379 Același critic constată că traducătorul a păstrat efectele estetice din textul original: cadru, anecdotă, dramatizarea simțirii, timbru, dificultăți formale, refrenul original nevermore, păstrând „felul de a rima al versurilor, monorima în or”, sistemul rimelor
interioare și chiar versul povestitor.:p. 381